# Звіробій витягнутий
Звіробій витягнутий (Hypericum elongatum Ledeb.) — багаторічна трав'яниста рослина родини звіробійних.

## Біологічний опис
Багаторічна трав'яниста рослина 20-50 см заввишки. Стебла численні, рідше поодинокі, від сизо-зелених до бурих, голі. Листки довгасті, ланцетні або широколінійні, з прозорими залозками. Суцвіття волотисте; квітки численні, правильні, білуваті або золотисто-жовті, двостатеві, зібрані у вузьку рідку витягнуту китицю 12—20 см завдовжки, яка складається з 1—5-квіткових півзонтиків; пелюстки видовженооберненояйцюваті, в 3—4 рази довші за чашечку, тупі, нерівнобокі, по краях з залозками — чорними, головчастими, на ніжках і з білуватими залозистими рисочками на поверхні. Чашолистки яйцюваті, на краю з рідкими чорними майже сидячими головчастими залозками. Плід — яйцеподібна, довго загострена, буро-коричнева коробочка. Насіння циліндричні, коричневі, біловорсинчаті, 2-2,5 мм завдовжки. Цвіте в травні-липні.

## Поширення
Поширений у Південно-Східній (Греція) та Південно-Західній Європі (Іспанія), в Західному Сибіру, на Кавказі, в Середній та Західній Азії (Іран, Ліван, Туреччина), у Північній Африці (Марокко). В Україні — у Гірському Криму (Кримський природний заповідник).

## Екологія
Росте в степах, на сухих кам'янистих схилах, в заростях чагарників у середньогірському поясі.

## Використання
З лікувальною метою використовується трава (стебла, листя, квіти), зібрана на початку цвітіння рослини. Зрізують вкриті листям верхівки стебел з суцвіттями, які потім зв'язують невеликими пучками і сушать, розвісивши їх у закритих від сонця приміщеннях або на горищі. Штучне сушіння проводять при температурі до 40°C. Сушіння вважається закінченим, коли стебла стають ламкими. Сухої сировини виходить 28—29 %. Зберігають у сухому, захищеному від світла приміщенні. Термін придатності — 3 роки.
Рослина містить ефірну олію, вітамін С, каротин, кумарини, дубильні речовини, кверцетин, гиперін, кверцитрин, рутин, антоціани, антрахінони, вітаміни Р, Е.
Настій трави надає антигельмінтну дію; в експерименті збільшує діурез на 100 %.
Звіробій витягнутий дуже популярний у народній медицині як лікарська рослина. Настій його трави п'ють при гастритах, виразці шлунка, легкому перебігу шигельозу, проносах, захворюванні печінки, нирок, сечового міхура, геморої, ревматизмі. Квітки звіробою заварюють як чай і п'ють при жовтяниці.
Відвар трави вважають корисним при раку печінки. Їм полощуть рот при кровоточивості ясен. Висушену траву використовують як сурогат чаю. Надземними частинами рослини зафарбовують різні тканини. Звіробій витягнутий рекомендовано в медицині для застосування поряд зі звіробоєм звичайним (Hypericum perforatum). Відвар насіння п'ють при легкому перебігу малярії, а також як проносне.
1 чайна ложка насіння на 1 склянку води, кип'ятити 5-6 хвилин, настоювати 1 годину, процідити. Пити по 1 столовій ложці 3 рази на день при малярії та 1/3-1/2 склянки 1-2 рази на день натщесерце як проносне.